# Agabus terminalis
Agabus terminalis är en skalbaggsart som beskrevs av Melsheimer 1844. Agabus terminalis ingår i släktet Agabus och familjen dykare. Inga underarter finns listade i Catalogue of Life.